# Rälsöverkant
Rälsöverkant, eller "RÖK", är en referenspunkt på ett järnvägsspår, som utgörs av översidan av rälshuvudena på de två rälerna. Rälsunderkant avser undersidan av rälsfoten.
Från rälsöverkanten räknas:
- Lastprofilen
- Höjden på kontaktledningen
- Höjden på plattformar
- Höjden på golvet i en passagerarvagn
- Höjden till tak i tunnlar
- Höjden under en bro